# هوای تازه
هوای تازه عنوان مجموعه شعری است از احمد شاملو شاعر معاصر ایرانی. از مهم‌ترین اشعار این دفتر می‌توان به شعرهای پریا (شعر فولکلور)، زخم قلب آبایی، مرگ نازلی، مرغ باران، سرگذشت، مه، بودن، و نمی‌رقصانمت چون دود... اشاره کرد.